# Rothschildia triloba
Rothschildia triloba är en fjärilsart som beskrevs av Rothschild 1907. Rothschildia triloba ingår i släktet Rothschildia och familjen påfågelsspinnare. Inga underarter finns listade.